# Бистрецу
За друга значења, погледајте чланак Бистрец
Бистрецу (рум. Bistrețu) је насељено место у Румунији, у оквиру општине Девесел. Налази се у округу Мехединци, у Олтенији.
По последњем попису из 2011. године у насељу живи 589 становника.